# Enrique Aparicio
Enrique Aparicio Robert (Barcelona, 5 de septiembre de 1932-Barcelona, 25 de enero de 2020) fue un deportista español que compitió en judo. Ganó cuatro medallas de bronce en el Campeonato Europeo de Judo entre los años 1954 y 1959.

## Palmarés internacional
| Campeonato Europeo | Campeonato Europeo | Campeonato Europeo | Campeonato Europeo |
| Año                | Lugar              | Medalla            | Categoría          |
| ------------------ | ------------------ | ------------------ | ------------------ |
| 1954               | Bruselas (Bélgica) | Medalla de bronce  | 1.er dan           |
| 1958               | Barcelona (España) | Medalla de bronce  | 2º dan             |
| 1958               | Barcelona (España) | Medalla de bronce  | +80 kg             |
| 1959               | Viena (Austria)    | Medalla de bronce  | +80 kg             |